# Štitar (Šabac)
Pour les articles homonymes, voir Štitar.
Štitar (en serbe cyrillique : Штитар) est une localité de Serbie située sur le territoire de la ville de Šabac, district de Mačva. Au recensement de 2011, elle comptait 2 045 habitants.
Štitar, officiellement classé parmi les villages de Serbie, est situé sur les bords du Jerez, un affluent de la Save.

## Démographie

### Évolution historique de la population
| 1948  | 1953  | 1961  | 1971  | 1981  | 1991  | 2002  | 2011  |
| ----- | ----- | ----- | ----- | ----- | ----- | ----- | ----- |
| 1 447 | 1 630 | 1 949 | 2 072 | 2 183 | 2 256 | 2 285 | 2 045 |

|  |